# 쥐라기 후기
| 기                                               | 세   | 절           | 백만년전    |
| ------------------------------------------------ | ---- | ------------ | ----------- |
| 백악기                                           | 전기 | 베리아절     | 이후        |
| 쥐라기                                           | 후기 | 티토누스절   | 145.5–150.8 |
| 쥐라기                                           | 후기 | 킴머리지절   | 150.8–155.7 |
| 쥐라기                                           | 후기 | 옥스퍼드절   | 155.7–161.2 |
| 쥐라기                                           | 중기 | 칼로비아절   | 161.2–164.7 |
| 쥐라기                                           | 중기 | 바토니움절   | 164.7–167.7 |
| 쥐라기                                           | 중기 | 바조카에절   | 167.7–171.6 |
| 쥐라기                                           | 중기 | 알렌절       | 171.6–175.6 |
| 쥐라기                                           | 전기 | 토아르시움절 | 175.6–183.0 |
| 쥐라기                                           | 전기 | 플린스바흐절 | 183.0–189.6 |
| 쥐라기                                           | 전기 | 시네무룸절   | 189.6–196.5 |
| 쥐라기                                           | 전기 | 에탕주절     | 196.5–199.6 |
| 트라이아스기                                     | 후기 | 래티아절     | 이전        |
| IUGS에 따른 쥐라기의 시대 구분. 2009년 7월 현재. |      |              |             |

쥐라기 후기는 163.5 ± 1.0 ~ 145.0 ± 0.8 * 100만 년 전 사이의 쥐라기이다.

## 쥐라기 후기의 생명체
- 카마라사우루스
- 아파토사우루스
- 브라키오사우루스
- 브론토사우루스
- 디플로도쿠스
- 바로사우루스
- 에우로파사우루스
- 수페르사우루스
- 디크레오사우루스
- 기라파티탄
- 알로사우루스
- 에판테리아스
- 토르보사우루스
- 케라토사우루스
- 콤프소그나투스
- 양추아노사우루스
- 투오지앙고사우루스
- 스테고사우루스
- 드리오사우루스
- 캄프토사우루스
- 가르고일레오사우루스
- 시조새
- 람포링쿠스
- 프테로닥틸루스
- 오프탈모사우루스
- 리오플레우로돈
- 페리스핑크테스

## 참고 문헌
- Owen, Donald E. (March 1987). “Commentary: Usage of Stratigraphic Terminology in Papers, Illustrations, and Talks”. 《Journal of Sedimentary Petrology》 57 (2): 363–372.
- Kazlev, M. Alan (2002년 6월 28일). “Late Jurassic — The Malm Epoch: The Acme of the Dinosaurs”. 《Palæos》. 2014년 10월 23일에 확인함.